# ハルバーシュタット市電
ハルバーシュタット市電（ハルバーシュタットしでん、ドイツ語: Straßenbahn Halberstadt）は、ドイツのザクセン＝アンハルト州の都市であるハルバーシュタット市内に存在する路面電車。2021年現在はハルバーシュタット交通（Halberstädter Verkehrs-GmbH、HVG）によって運営されている。

## 歴史
ハルバーシュタットはザクセン＝アンハルト州の西端、ハルツ山の東側に位置する都市である。この都市の路面電車であるハルバーシュタット市電のルーツは、1887年6月28日に開通した民間の馬車鉄道であるハルバーシュタット馬車鉄道（Halberstädter Pferdebahn AG）で、1902年にハルバーシュタット市に買収された後、1903年に路面電車路線へと置き換えられた経緯を持つ。以降はハルバーシュタット市内における主要な交通機関として運行を続けたが、1945年4月8日に勃発した空襲によりハルバーシュタット市内は大半が破壊され、路面電車も運行停止を余儀なくされるほどの被害を受けた。運行が再開されたのは終戦後の8月18日である。
戦後、東ドイツの路面電車となったハルバーシュタット市電の運営組織は幾度かの再編が行われ、1951年からはハルバーシュタット市交通会社（VEB (K) Verkehrsbetriebe der Stadt Halberstadt）によって運営が行われた後、1982年以降はマクデブルク複合交通（VE Verkehrskombinat Magdeburg）に運営権が統合された。その間、列車の運賃支払い方法に信用乗車方式が採用され車掌業務が廃止されるなどの省力化が実施された一方、車両については東ドイツ製の2軸車が導入されたが、1970年代以降に導入された車両は他都市から転属したものであった。
その後、ベルリンの壁崩壊やドイツ再統一の流れの中で、ハルバーシュタット市電の運営権は1990年にハルバーシュタット市へ移管された後、1992年に市が所有するハルバーシュタット交通（Halberstädter Verkehrs-GmbH）が運営を実施している。同社は発足直後から市電の抜本的な更新工事を実施しており、軌道の改修・近代化工事に加えて1992年からはシュトゥットガルト市電を始めとする各都市から2車体連接車を導入する事で2003年までに老朽化した2軸車の置き換えを実施した。更にこれらの譲渡車についても、2007年以降導入された超低床電車のレオライナーによる置き換えが進み、2018年のダイヤ改正以降は全ての定期列車がレオライナーによる運行へと切り替えられている。
だが、その一方でハルバーシュタット市電は電気代を始めとした運営費用の増加や人員不足、更には超低床電車の将来的な維持費の高騰も課題となっており、2014年の時点では将来的な路面電車自体の廃止も検討対象となっている。ただし、超低床電車導入時のザクセン＝アンハルト州からの助成金の関係もあり、廃止が決定された場合でもその実施は2033年となる見込みである。

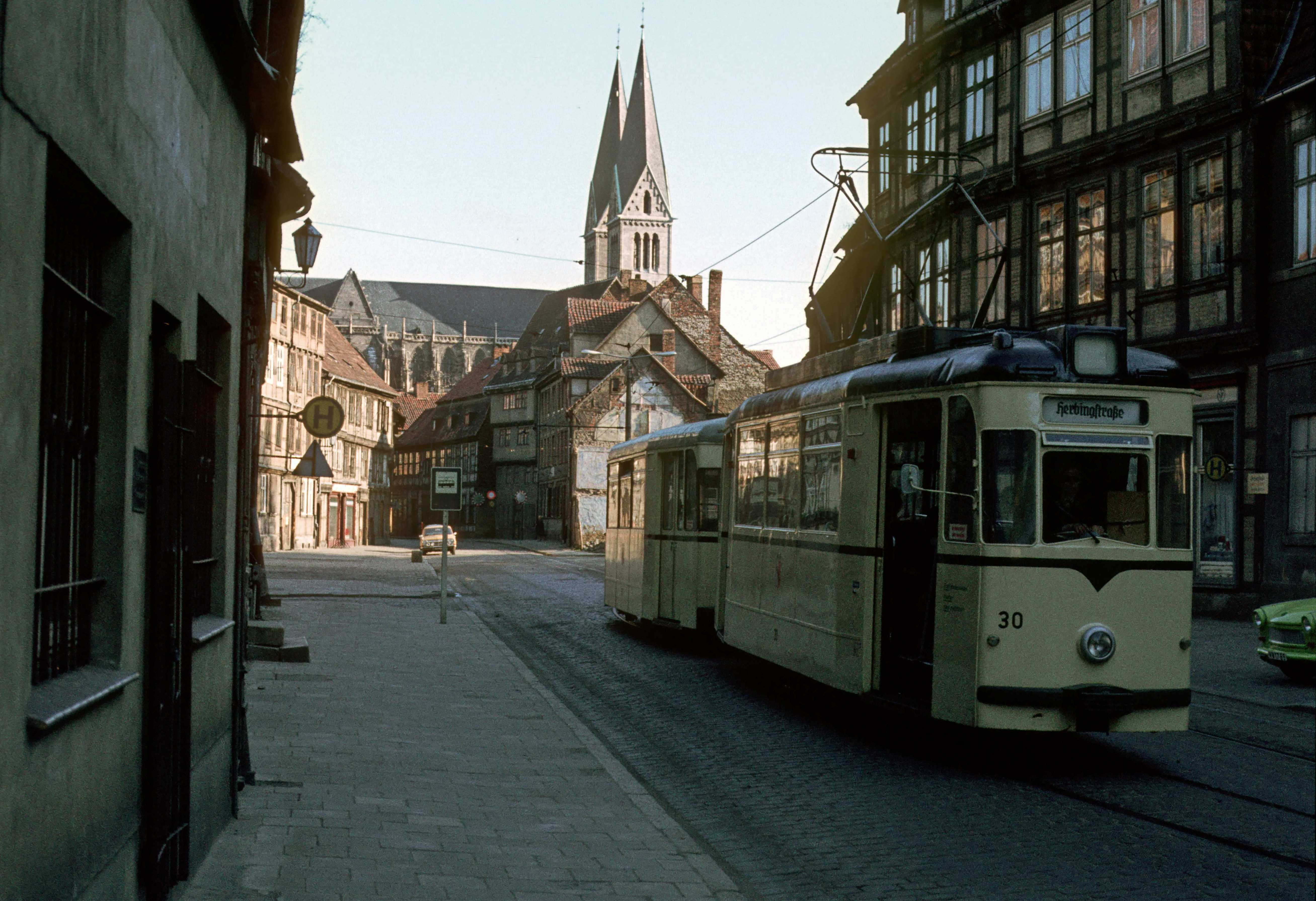
東ドイツ時代のハルバーシュタット市電（1980年撮影）
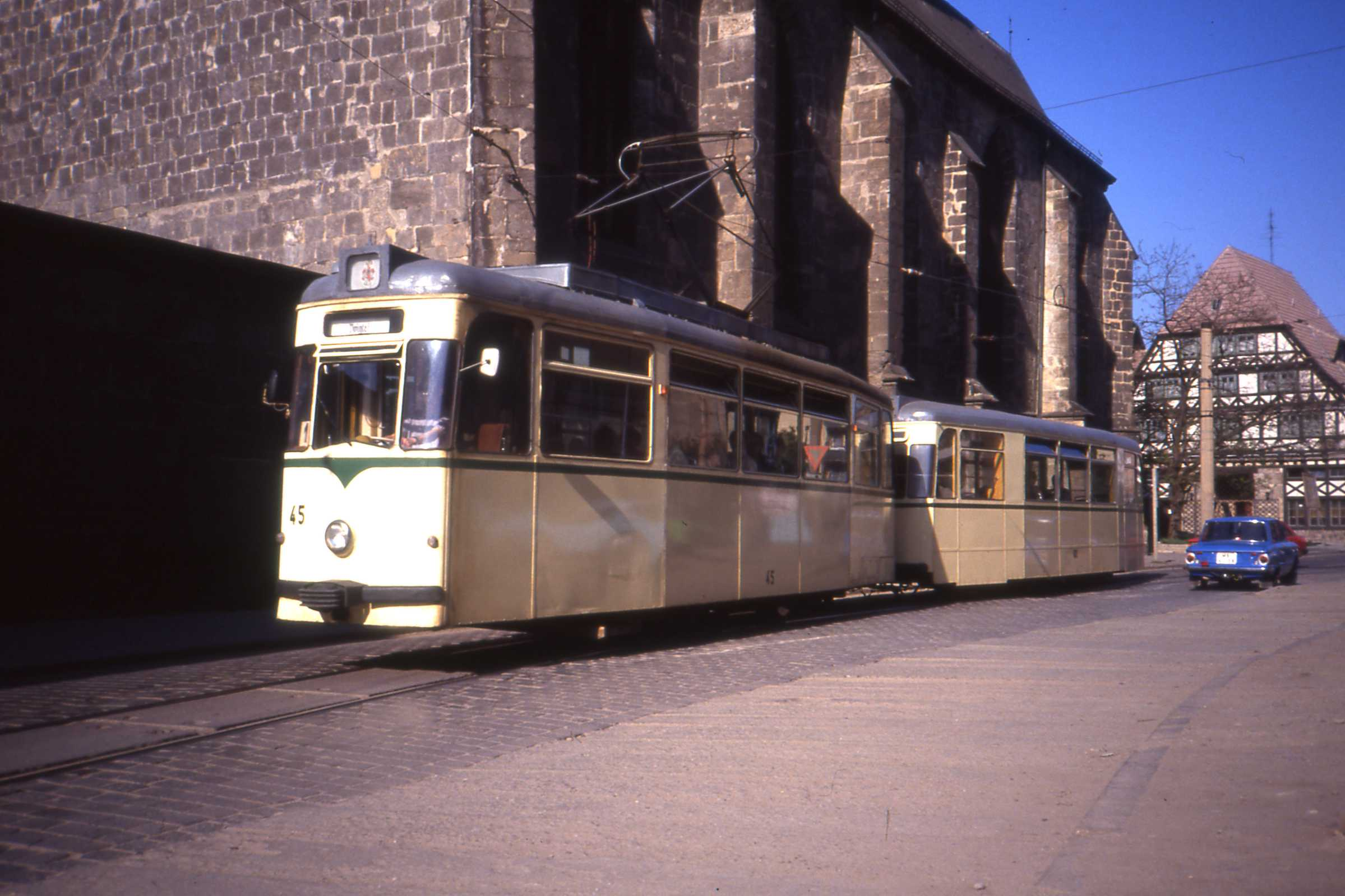
東ドイツ時代のハルバーシュタット市電（1990年撮影）

## 運行
2018年のダイヤ改正以降、ハルバーシュタット市電は以下の2系統が運行している。早朝や深夜の一部列車については同区間を走行するノンステップバスによる運行が実施されている。運賃はハルバーシュタット交通が運営する路線バスと共通であり、そのうち路面電車については短距離（4電停間）は1.3ユーロ、それ以降の距離は1.8ユーロに設定されている。
| 系統番号 | 経路                                                            | 備考・参考 |
| -------- | --------------------------------------------------------------- | --- |
| 1        | Friedhof – Holzmarkt – Hauptbahnhof                             | 週末の一部列車は12月24日-12月31日の間は運休                                                                                           |
| 2        | Sargstedter Weg – Holzmarkt – Herbingstr. – Klus - Hauptbahnhof | 週末の一部列車は12月24日-12月31日まで運休 Herbingstr. – Klus間はHauptbahnhof方面の代行バスおよびSargstedter Weg方面の一部列車のみ走行 |

## 車両

### 営業用車両

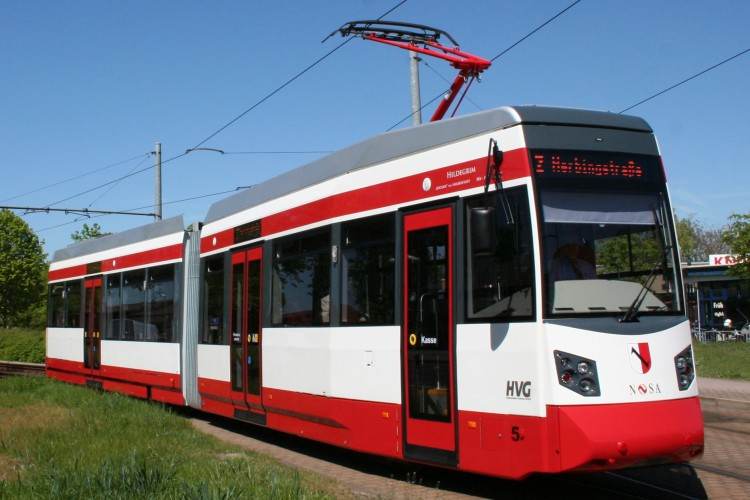
レオライナー（2007年撮影）

2021年現在、ハルバーシュタット市電で営業運転に用いられているのは、ライプツィヒに本社を置くハイターブリックが展開する部分超低床電車のレオライナーである。ハルバーシュタット交通は2000年頃から次項で述べるGT4形に代わる超低床電車の検討を開始し、購入費用や構造の面からレオライナーを選択した経緯を持つ。片側にのみ運転台を有する片運転台式の2車体連接車で、車内全体の60 %が床上高さを350 mm - 470 mmに抑えた低床部分である。
2006年から営業運転を開始し、2007年までに5両（1 - 5）が導入された。これによりGT4形の置き換えが実施された他、前述した通りダイヤの見直し等により2018年以降ハルバーシュタット市電の定期列車は全てレオライナーにより運行されている。

### 動態保存用車両など

#### GT4形
ドイツ再統一後、老朽化した2軸車の置き換えや輸送力の増強のため、旧・西ドイツ各地の路面電車路線から譲受した車両。各車体に1基の台車が備わる2車体連接車で、ハルバーシュタット市電では以下の2種類の車種が導入された。だが、これらの車両は譲渡時点で製造から数十年が経過しており、老朽化が進行していた事から2018年までに定期運用から撤退し、2021年現在は以下の車両が動態保存用として残存している。
- 片運転台車両 - シュトゥットガルト市電からの譲渡車両。1991年から1994年にかけて10両が導入された。2021年現在は1両（156）が残存する[5][1]。
- 両運転台車両 - フライブルク市電（ドイツ語版）（1994年 - 1997年）およびノルトハウゼン市電（2003年）[注釈 2]からの譲渡車両。前者は6両、後者は2両が導入され、営業用に残存していた2軸車を全て置き換えた。2021年現在はフライブルク市電から譲渡された3両（164、167、168）に加え、同様の経緯を辿った1両（166）が子供向けの貸切専用車両「HaKiBa（Halberstädter Kinderbahn）」として残存する[5][1][14]。

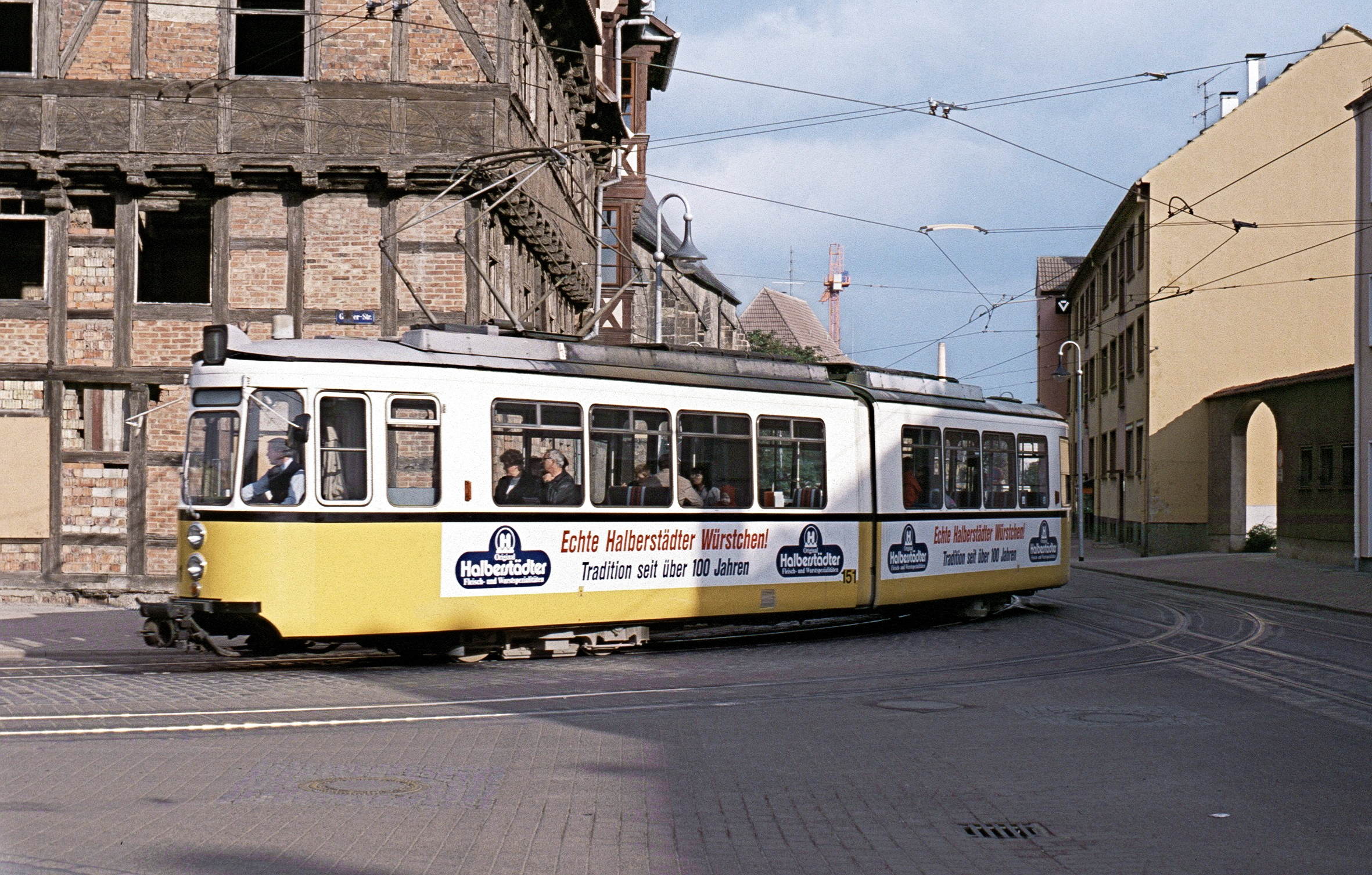
譲受初期の片運転台車両（1992年撮影）
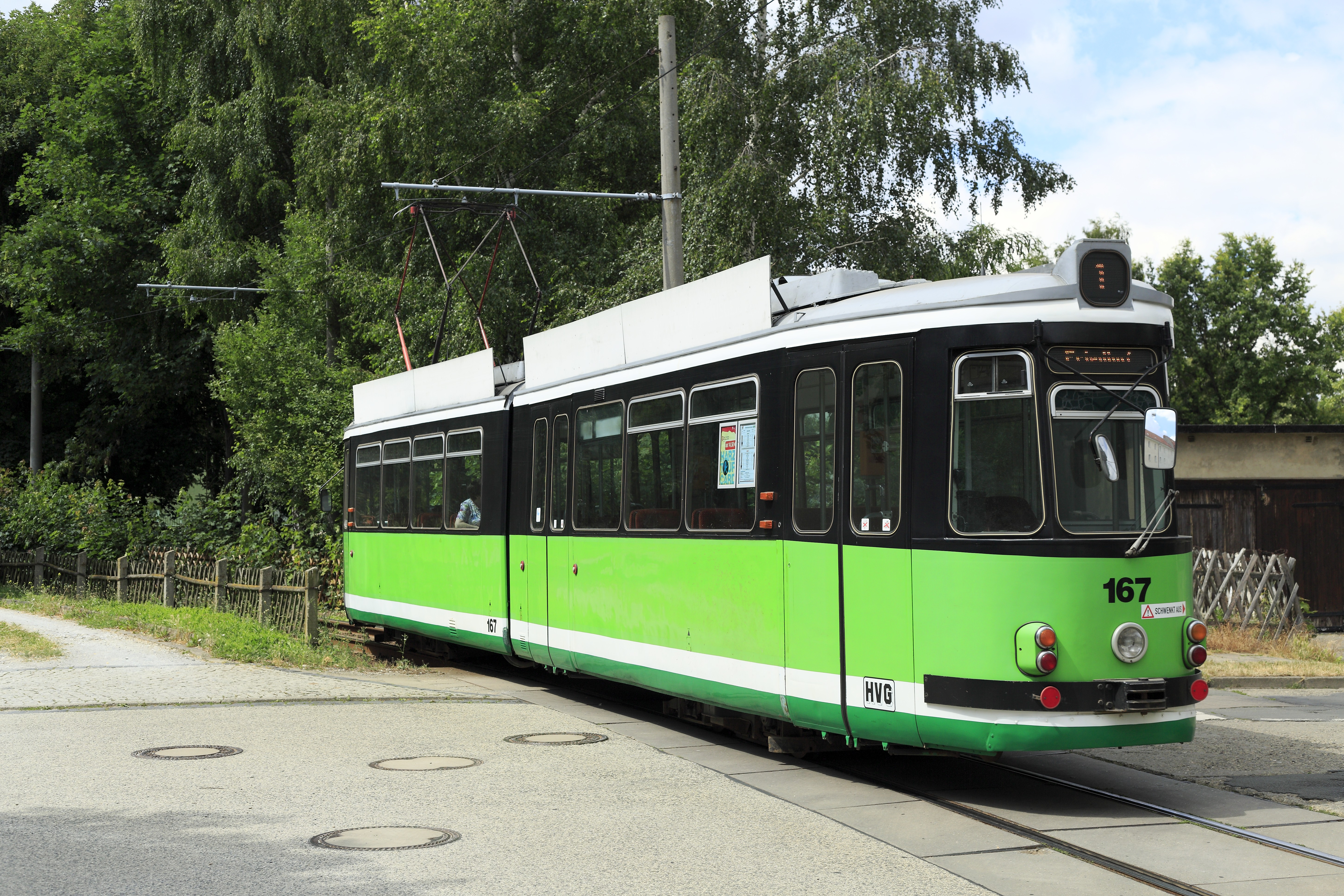
ハルバーシュタット市電塗装に塗り替えられた両運転台車両（2018年撮影）

#### 2軸車
ハルバーシュタット市電では、同市電に導入された車両の一部を動態保存しており、その中には以下の2軸車も含まれる。
- 31 - 1939年に製造された2軸車。第二次世界大戦前に製造されたほとんどの車両は東ドイツ時代に廃車されたがこの車両のみ残存し、2021年現在も動態保存が行われている。
- 36 - 1954年に導入された2軸車（ET54形）。
- 39 - 1961年に製造された2軸車（ET57形）。
- 61 - 1970年代にコトブス市電から譲渡された付随車。2021年現在は主に39との連結運転を行っている（B2-62形）。
- 30 - 1970年代にハレ市電から譲渡された車両（T2-62形）
- 29 - 1970年代にイェーナ市電から譲渡された両運転台の2軸車（REKO形）。

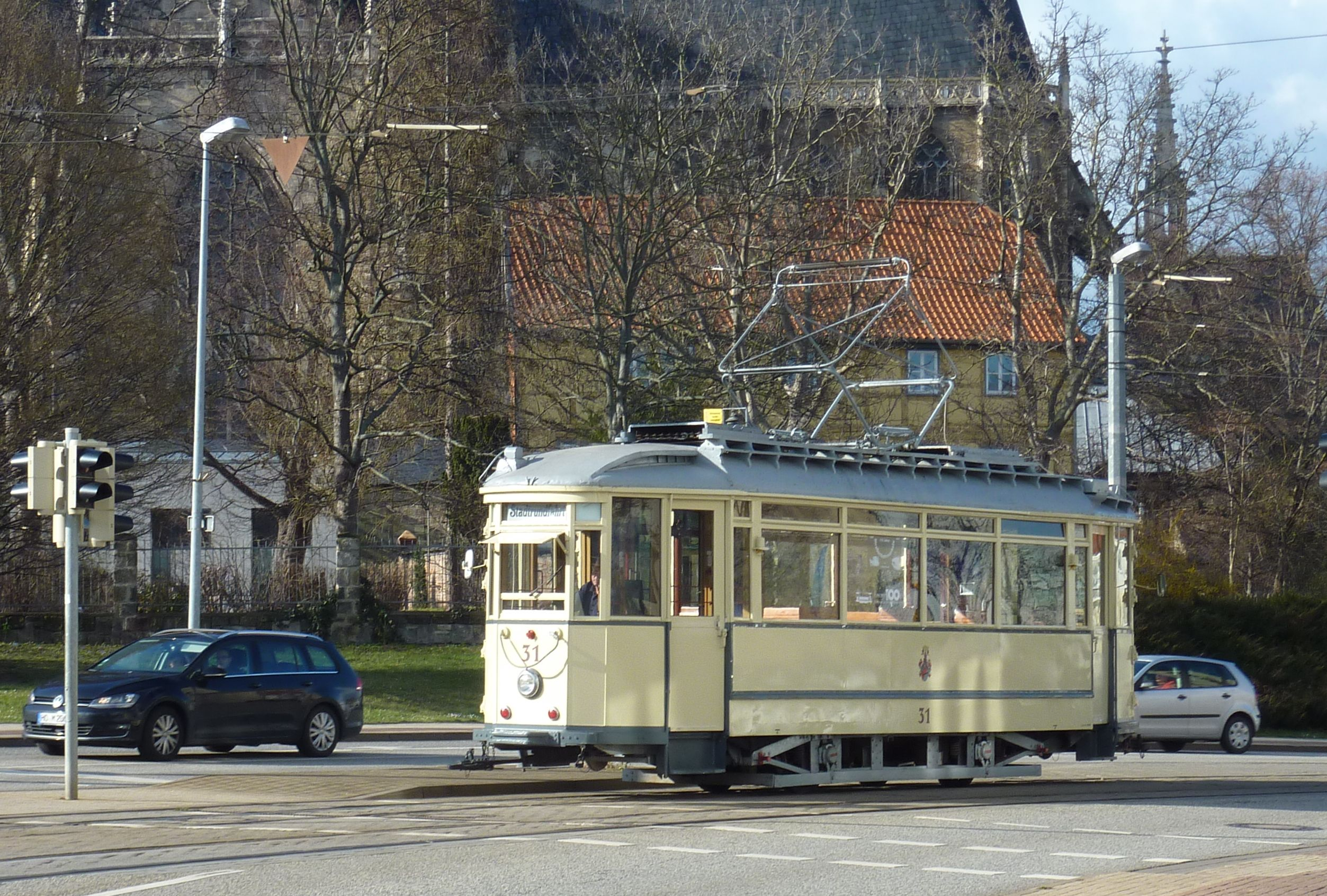
31（2015年撮影）